# Episodi di Miss Marple (serie televisiva 2004) (sesta stagione)
La sesta e ultima stagione della serie televisiva Miss Marple è stata trasmessa in prima visione dal 16 giugno al 29 dicembre 2013.
In Italia la stagione è stata trasmessa su DIVA Universal dal 18 settembre al 2 ottobre 2014.
| nº | Titolo originale    | Titolo italiano                   | Prima TV USA     | Prima TV Italia   |
| -- | ------------------- | --------------------------------- | ---------------- | ----------------- |
| 1  | A Caribbean Mystery | Miss Marple nei Caraibi           | 16 giugno 2013   | 18 settembre 2014 |
| 2  | Greenshaw's Folly   | La follia di Greenshaw            | 23 giugno 2013   | 25 settembre 2014 |
| 3  | Endless Night       | Nella mia fine è il mio principio | 29 dicembre 2013 | 2 ottobre 2014    |